# Tscherski
Tscherski (russisch Черский) ist eine Siedlung städtischen Typs in Russland, im nördlichen Jakutien nahe der Mündung der Kolyma ins Polarmeer. Sie hat 2857 Einwohner (Stand 14. Oktober 2010). Der Ort ist, wie auch das gleichnamige Gebirge in der Nähe, nach dem polnischstämmigen Sibirienforscher Iwan Tscherski (Jan Czerski) benannt.

## Bevölkerungsentwicklung
| Jahr | Einwohner |
| ---- | --------- |
| 1970 | 9.460     |
| 1979 | 9.726     |
| 1989 | 11.176    |
| 2002 | 3.832     |
| 2010 | 2.857     |

Anmerkung: Volkszählungsdaten